# A Beggar in Purple
Pour plus de détails, voir Fiche technique et Distribution.
A Beggar in Purple est un film américain réalisé par Edgar Lewis, sorti en 1920.

## Synopsis
Devenu pauvre, John Hargrave se voit obligé de demander un emploi à Roger Winton, propriétaire d'une usine de papeterie, pour payer les soins de sa mère malade. Winton refuse, et quand la mère d'Hargrave décède, il jure de se venger.
Dix-huit ans plus tard, Hargrave est lui aussi à la tête d'une papeterie. Il est aussi en compétition avec Roger Jr., le fils Winton, pour le cœur d'Irene Foster, qui hésite entre l'amour de Winton et l'argent d'Hargrave. Roger Winton soudoie des agitateurs pour créer des troubles dans l'usine d'Hargrave. Ce dernier découvre le complot, mais aussi le peu de loyauté d'Irene. Devenu aveugle à cause de sa vie trop agitée, il trouve l'amour auprès de sa secrétaire Margaret Carlisle. Une fois sa vue retrouvée, il l'épouse.

## Fiche technique
- Titre original : A Beggar in Purple
- Réalisation : Edgar Lewis
- Scénario d'après le roman homonyme de Andrew Soutar
- Photographie : Edward Earle
- Production : Edgar Lewis
- Société de production : Edgar Lewis Productions Inc.
- Société de distribution : Pathé Exchange
- Pays de production :  États-Unis
- Langue originale : anglais
- Format : noir et blanc — 35 mm — 1,37:1 — Film muet
- Genre : Mélodrame
- Durée : 6 bobines (1 671 m)
- Date de sortie :
  - États-Unis : 7 novembre 1920

## Distribution
- Lee Shumway : John Hargrave
- Charles Arling : Roger Winton Sr.
- Stanhope Wheatcroft : Roger Winton Jr.
- Betty Brice : Irene Foster
- Ruth King : Margaret Carlisle
- Stanton Heck : Grogan
- Dorothea Wolbert : Mme Grogan
- Ernest Butterworth : Danny Grogan
- Louis Fitzroy : Calvin Reed
- William F. Moran : le secrétaire
- Fred C. Jones : Paul Lambert
- Arthur Millett : Docteur Sinclair